# Convento di San Francesco di Cospiti
Il convento di San Francesco di Cospiti è stato un convento francescano, situato ad Agerola, abbandonato e ridotto ad un rudere.

## Storia e struttura
La costruzione del convento risale all'XI secolo, nella stessa zona dove precedentemente esisteva una piccola chiesa dedicata al Santissimo Salvatore: il primo documento scritto che attesta la presenza della struttura è datato al 1º maggio 1092. Il convento, gestito dai frati dell'Ordine Mendicante dei Francescani, fu edificato in una zona panoramica, ad un'altezza di 632 metri, sulla cuspide di uno sperone di roccia: proprio dalla sua posizione deriva il nome Cospiti. Nel 1266 il convento passò sotto il patronato della famiglia Candido e pochi anni più tardi a quella dei Molegnano, i quali, nel 1380, compirono importanti lavori di restauro: in questo periodo, il 2 agosto, il tempio era meta di numerosi pellegrinaggi per festeggiare la ricorrenza della porziuncola.
Nel 1694 ospitava tre sacerdoti, un chierichetto e tre laici; da una descrizione fatta nel 1693 risulta che l'intero complesso fosse formato da una chiesa, un dormitorio, un refettorio, un chiostro e piccole altre strutture che servivano alla vita monastica, come una grotta, in parte murata, che veniva destinata all'eremitaggio: tale grotta era chiamata di Sisto, in quanto, il futuro papa Sisto IV, prima di salire al pontificato, per sfuggire ad una persecuzione, si rifugiò nell'antro, dove visse per due anni.
In lacune relazioni del 1720 si attesta che il convento fosse ancora in uso, ma pochi anni più tardi cominciò un lento abbandono, come testimoniato da uno scritto dell'arcivescovo Antonio Puoti del 22 aprile 1762, che affermava che al convento vissero solo tre frati; il colpo di grazia fu inferto dall'occupazione francese del regno di Napoli, quando fu ordinata la chiusura di tutti i conventi, tra cui anche quello di Cospiti: tuttavia risulta che nel 1803 quasi tutti i monaci avessero già abbandonato il convento. Inutili furono le richieste al re da parte del sindaco di Agerola, Tommaso Acampora, di far riaprire la struttura negli anni successivi ed a seguito di una profanazione, avvenuta il 14 dicembre 1811, il primo cittadino decise di trasferire tutte le opere d'arte e gli arredi del convento sia nella propria casa che nella chiesa della Santissima Annunziata: alcuni oggetti inoltre entrarono a far parte di diversi musei napoletani; spogliato di ogni bene, tutti gli ingressi furono murati. Nel 1820 fu adibito a caserma, mentre nel 1821 la zona fu prescelta come luogo di sepoltura per i morti durante le epidemie: fu quindi definitivamente abbandonato, riducendosi ad un rudere; oggi è possibile vedere ancora resti delle mura del convento e della chiesa, in particolar modo della zona absidale.